# جيمس غرانت (سياسي)
جيمس غرانت (بالإنجليزية: James Grant)‏ هو محامي وقاضي وسياسي أمريكي، ولد في 12 ديسمبر 1812 بكارولاينا الشمالية في الولايات المتحدة، وتوفي في 14 مارس 1891 بأوكلاند في الولايات المتحدة. حزبياً، نشط في الحزب الديمقراطي. وقد انتخب عضو مجلس نواب ولاية ايوا وانتخب مكاتب المدعي العام.